# Стадион Јене Бузански
Стадион Јене Бузански (мађ. Buzánszky Jenő Stadion), је стадион у Сегедину, Мађарска. Стадион отворен 1921. године а капацитетом од 12.000 места, служи као домаћи терен ФК Бањас Дорогу.

## Историја стадиона
Стадион је отворен 1937. године. 2007. је предложена реновација и добија садашњи капацитет.